# Linia kolejowa Lovosice – Postoloprty
Linia kolejowa Lovosice – Postoloprty (Linia kolejowa nr 114 (Czechy)) – jednotorowa, regionalna i niezelektryfikowana linia kolejowa w Czechach. Łączy Lovosice i Postoloprty. Przebiega w całości przez terytorium kraju usteckiego.